# Claude Whittindale
Claud Whittindale (Kenilworth, Warwickshire, 1881 - Parkstone, Dorset, 10 de febrer de 1907) va ser un jugador de rugbi anglès que va competir a cavall del segle xix i el segle xx. El 1900 va prendre part en els Jocs Olímpics de París, on guanyà la medalla de plata en la competició de rugbi, com a integrant de l'equip Moseley Wanderers RFC, que exercia d'equip nacional en aquesta competició. Era germà del també jugador de rugbi Raymond Whittindale.